# Januário Machaze Nhangumbe
Januário Machaze Nhangumbe (ur. 20 sierpnia 1932 w Panda) – mozambicki duchowny rzymskokatolicki, w latach 1975-1993 biskup Pemba.

## Życiorys
Święcenia kapłańskie przyjął 22 grudnia 1962. 15 stycznia 1975 został prekonizowany biskupem Porto Amélia (pierwotna nazwa diecezji Pemba). Sakrę biskupią otrzymał 9 marca 1975. 8 listopada 1993 zrezygnował z urzędu.